# Dolichomitus
Dolichomitus ist eine Schlupfwespengattung in der Unterfamilie Pimplinae. Innerhalb dieser wird die Gattung der Tribus Ephialtini und darin der Ephialtes-Gattungsgruppe zugerechnet. Das Taxon wurde 1877 von dem englischen Entomologen Frederick Smith eingeführt. Der Gattungsname leitet sich von den altgriechischen Begriffen δολιχός (dolichos) für „lang“ und μίτος (mitos) für „Faden“ ab. Typusart ist Dolichomitus longicauda Smith, 1877. In Deutschland ist die Gattung mit mindestens 11 Arten vertreten, darunter D. aciculatus, D. agnoscendus, D. atratus, D. diversicostae, D. dux, D. imperator, D. kriechbaumeri, D. mesocentrus, D. messor, D. populneus, D. pterelas, D. terebrans und D. tuberculatus. Die in Deutschland vorkommenden Arten sind gewöhnlich nur unter dem Mikroskop sicher zu bestimmen.

## Merkmale
Die Schlupfwespen der Gattung Dolichomitus sind im Allgemeinen schlank und großgewachsen. Die Weibchen besitzen einen langen Legebohrer (Ovipositor), der bei vielen Arten länger als ihr Körper ist. Sie sind die größten Vertreter der Pimplinae in Europa und beeindrucken mit ihrer Größe und Legebohrerlänge. Die größeren Weibchen wie zum Beispiel die von D. imperator, auch als „Riesenschlupfwespe“ bekannt, erreichen Körperlängen von mehr als 3 cm sowie eine Bohrerlänge von 4 cm. Die Schlupfwespen vieler Dolichomitus-Arten besitzen einen schwarzen Körper mit roten Beinen.
Im Folgenden die charakteristischen Merkmale der Gattung nach Sheng et al. (2022). Der apikale Teil des Clypeus ist eingedrückt. Der apikale Clypeusrand weist immer eine tiefe mediane Kerbe auf. Der Hinterhauptkiel ist vollständig ausgebildet und stark dorsomedial
abgesenkt. Die Flügelader M&RS der Vorderflügel ist gewöhnlich gegenüber 1cu-a. Ein relativ großes Areolet (kleine geschlossene Flügelzelle) ist vorhanden. Für die Hinterflügel gilt: die Flügelader 1-cu ist kürzer als cu-a. Die Tarsalklauen der Weibchen weisen einen großen basalen Lappen (Lobus) auf. Die lateromedianen Längskiele des Propodeums sind fast immer mehr oder weniger im vorderen Bereich vorhanden. Die vorderen zwei Tergite sind annähernd gleich lang. Das Tergit II weist schräge anterolaterale Rillen auf, die dreiecksförmige Bereiche bilden. Diese Rillen sind mehr in Längs- als in Querrichtung ausgerichtet. Die Tergite III und IV sind fast immer mit einer ausgeprägten Längsschwellung. Der subapikale Teil des Legebohrers wird durch einen ausgeprägten dorsalen Lappen der unteren Klappe teilweise umschlossen. Der Lappen weist immer ausgeprägte Rippen auf.

## Lebensweise
Die Schlupfwespen der Gattung Dolichomitus kommen hauptsächlich in Waldgebieten vor. Sie sind idiobionte Ektoparasitoide holzbohrender, xylobionter Käfer, hauptsächlich Bockkäfer, weniger häufig Prachtkäfer sowie in einem Fall ein Rüsselkäfer. Als weitere Wirte werden Vertreter der Schmetterlingsfamilien der Zünsler (Pyralidae), der Glasflügler (Sesiidae) und der Wickler (Tortricidae) sowie Schwertwespen (Xiphydriidae) genannt. In Mitteleuropa beobachtet man die Schlupfwespen gewöhnlich von Mai bis Oktober.
1: Mit Fühlern auf das Holz klopfend, Gang suchend und ortend. 2: Mit den Legebohrerklappen ins Holz bohrend. 3: Eintauchen des Legebohrers in das Bohrloch. 4: Positionskorrektur. 5 und 6: Eiablage.

## Systematik und Verbreitung
Die Gattung Dolichomitus umfasst etwa 85 beschriebene Arten. In der Paläarktis kommen etwa 40 Arten vor, darunter in der Westpaläarktis um die 27 Arten. In der Nearktis kommen etwa 20 Arten vor, in der Neotropis mindestens 20. Aus der Afrotropis, genauer aus Äthiopien, wurde 2013 erstmals eine Dolichomitus-Art beschrieben. In Australien fehlt offenbar die Gattung.
Im Folgenden eine Liste von Arten:
- Dolichomitus aciculatus (Hellén, 1915) – Westpaläarktis, Nearktis
- Dolichomitus afghanator Aubert, 1984 – Afghanistan
- Dolichomitus agnoscendus (Roman, 1939) – Westpaläarktis
- Dolichomitus annulicornis (Cameron, 1886) – Neotropis
- Dolichomitus atratus (Rudow, 1881) – Paläarktis
- Dolichomitus becki Zwakhals, 2013 – Afrotropis
- Dolichomitus billorum Gauld, 1991 – Neotropis
- Dolichomitus bivittatus Townes, 1975 – Neotropis
- Dolichomitus brevissimus Sheng, 2009 – Ostpaläarktis
- Dolichomitus buccatus Townes, 1960 – Nearktis
- Dolichomitus californicus Townes, 1960 – Nearktis
- Dolichomitus cangrejae Gauld, Ugalde & Hanson, 1998 – Neotropis
- Dolichomitus cantillanoi Gauld, 1991 – Neotropis
- Dolichomitus cephalotes (Holmgren, 1860) – Paläarktis, Nearktis
- Dolichomitus cognator (Thunberg, 1824) – Westpaläarktis
- Dolichomitus crassus (Morley, 1913) – Orientalis
- Dolichomitus curticornis (Perkins, 1943) – Paläarktis
- Dolichomitus cuspidatus Townes, 1960 – Nearktis
- Dolichomitus debilis Sheng, 2002 – Ostpaläarktis
- Dolichomitus diversicostae (Perkins, 1943) – Paläarktis
- Dolichomitus dobrogensis Constantineanu & Pisica, 1970 – Westpaläarktis
- Dolichomitus dolichosoma (Viereck, 1912) – Nearktis
- Dolichomitus dux (Tschek, 1869) – Paläarktis
- Dolichomitus elongatus (Uchida, 1928) – Ostpaläarktis
- Dolichomitus excavatus Zwakhals, 1910 – Westpaläarktis
- Dolichomitus flavicrus Matsumoto, 2018 – Ostpaläarktis
- Dolichomitus flexilis Townes, 1960 – Nearktis
- Dolichomitus fortis Sheng, 2002 – Ostpaläarktis
- Dolichomitus foxleei Townes, 1960 – Nearktis
- Dolichomitus garudai Gupta & Tikar, 1976 – Orientalis
- Dolichomitus grilloi Gauld, 1991 – Neotropis
- Dolichomitus imperator (Kriechbaumer, 1854) – Paläarktis, Nearktis
- Dolichomitus hypermeces Townes, 1975 – Neotropis
- Dolichomitus iridipennis (Morley, 1913) – Orientalis
- Dolichomitus irritator (Fabricius, 1775) – Nearktis, Neotropis
- Dolichomitus jatai Loffredo & Penteado-Dias, 2012 – Neotropis
- Dolichomitus jiyuanensis Lin, 2005 – Ostpaläarktis
- Dolichomitus juglanse Shang & Li, 2022 – Ostpaläarktis
- Dolichomitus khasianus Gupta & Tikar, 1976 – Ostpaläarktis
- Dolichomitus koreanus Lee & Choi, 2016 – Ostpaläarktis
- Dolichomitus kriechbaumeri (Schulz, 1906) – Westpaläarktis
- Dolichomitus lateralis (Wollaston, 1858) – Westpaläarktis
- Dolichomitus longicauda Smith, 1877 – Neotropis
- Dolichomitus mandibularis (Uchida, 1932) – Ostpaläarktis
- Dolichomitus mariajosae Araujo & Pádua, 2020 – Neotropis
- Dolichomitus matsumurai (Uchida, 1928) – Ostpaläarktis
- Dolichomitus meii Di Giovanni & Sääksjärvi, 2021 – Neotropis
- Dolichomitus melanomerus (Vollenhoven, 1878) – Ostpaläarktis
- Dolichomitus menai Araujo & Pádua, 2020 – Neotropis
- Dolichomitus mesocentrus (Gravenhorst, 1829) – Paläarktis
- Dolichomitus messor (Gravenhorst, 1829) – Paläarktis, Nearktis
- Dolichomitus milleri Zwakhals, 1910 – Westpaläarktis
- Dolichomitus moacyri Loffredo & Penteado-Dias, 2012 – Neotropis
- Dolichomitus mordator (Aubert, 1965) – Westpaläarktis
- Dolichomitus nakamurai (Uchida, 1928) – Ostpaläarktis
- Dolichomitus nigritarsis (Cameron, 1899) – Orientalis
- Dolichomitus nitidus (Haupt, 1954) – Westpaläarktis
- Dolichomitus orejuelai (Araujo & Pádua, 2020) – Neotropis
- Dolichomitus pallitibia Baltazar, 1961 – Orientalis
- Dolichomitus pimmi (Araujo & Pádua, 2020) – Neotropis
- Dolichomitus populneus (Ratzeburg, 1848) – Paläarktis, Nearktis
- Dolichomitus pterelas (Say, 1829) – Paläarktis, Nearktis
- Dolichomitus pygmaeus (Walsh, 1873) – Nearktis
- Dolichomitus quercicolus Zwakhals, 1910 – Westpaläarktis
- Dolichomitus rendoni Araujo & Pádua, 2020 – Neotropis
- Dolichomitus rufescens (Cresson, 1865) – Neotropis
- Dolichomitus rufinus Lee & Choi, 2016 – Ostpaläarktis
- Dolichomitus saperdus Wang, 2000 – Ostpaläarktis
- †Dolichomitus saxeus Kopylov, Spasojevic & Klopfstein, 2018 – Eozän, Ferner Osten Russlands
- Dolichomitus scutellaris (Thomson, 1877) – Westpaläarktis
- Dolichomitus sericeus (Hartig, 1847) – Paläarktis, Nearktis
- Dolichomitus shenefelti Baltazar, 1961 – Orientalis
- Dolichomitus sirenkoi Varga, 2012 – Westpaläarktis
- Dolichomitus songxianicus Sheng, 2004 – Ostpaläarktis
- Dolichomitus splendidus Sheng, 2002 – Ostpaläarktis
- Dolichomitus taeniatus Townes, 1960 – Nearktis
- Dolichomitus terebrans (Ratzeburg, 1844) – Westpaläarktis, Nearktis
- Dolichomitus triangustus Wang, 1997 – Ostpaläarktis
- Dolichomitus tuberculatus (Geoffrey, 1785) – Paläarktis, Nearktis, Orientalis
- Dolichomitus vitticrus Townes, 1960 – Nearktis
- Dolichomitus xanthopodus Gupta & Tikar, 1976 – Orientalis

## Bilder

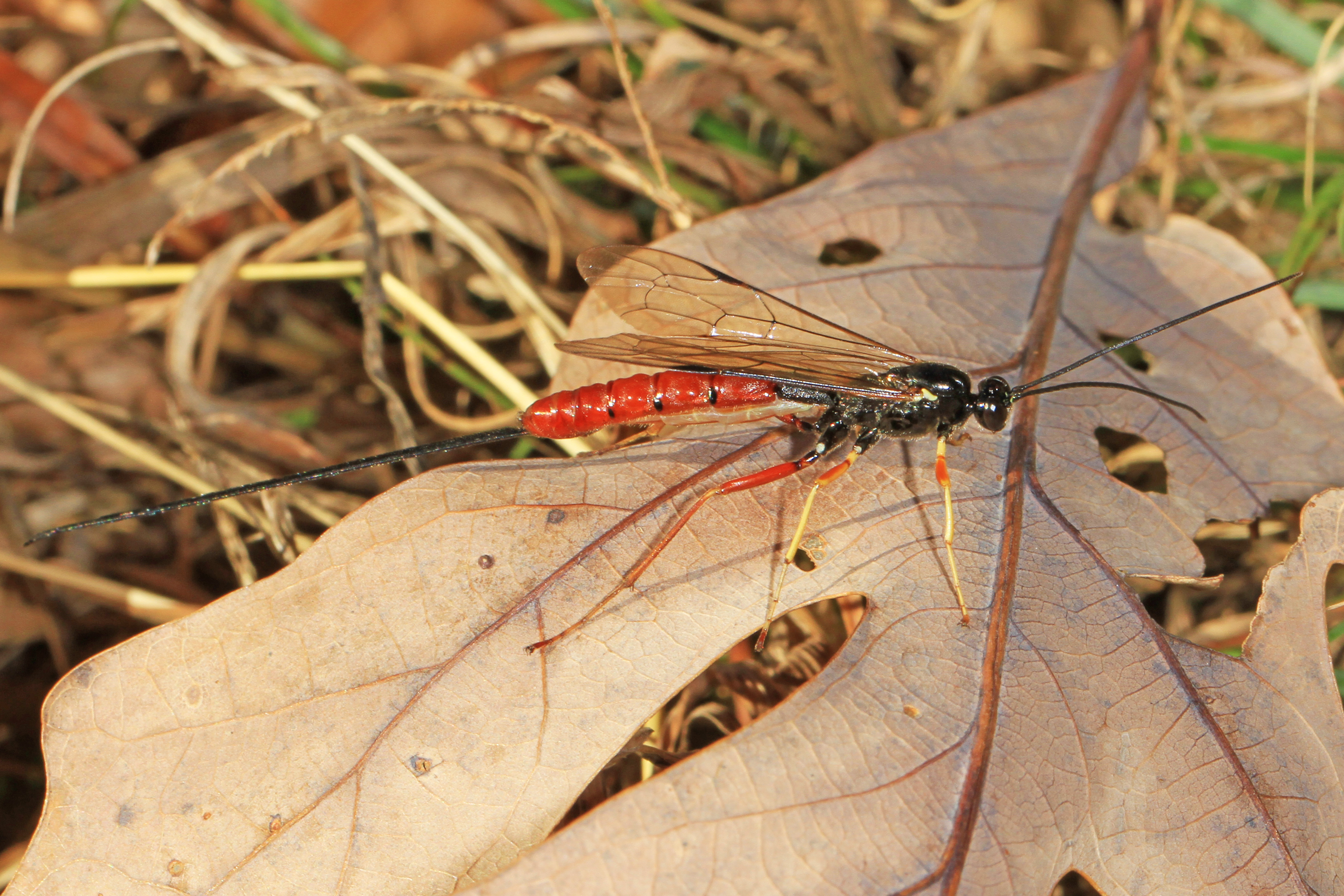
Dolichomitus irritator
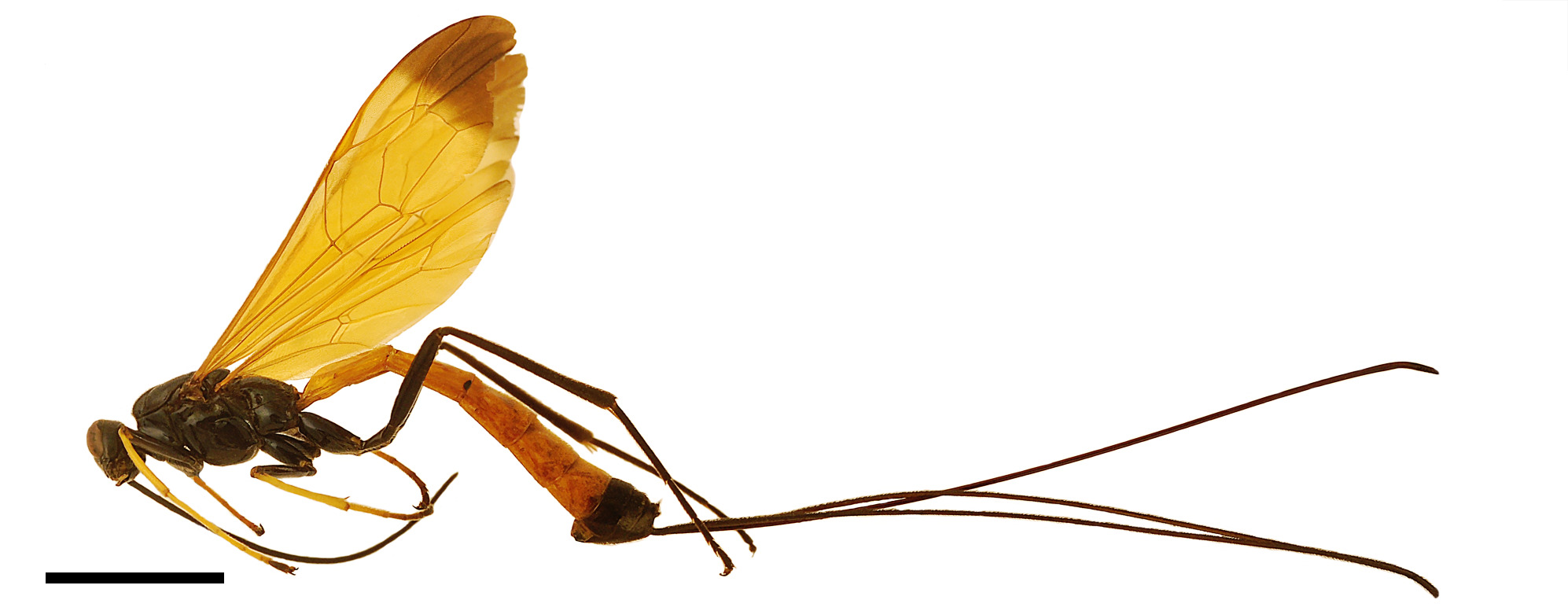
Dolichomitus meii